# Сокологоровка
Соколого́ровка (каз. Сокологоров) — село у складі району імені Габіта Мусрепова Північноказахстанської області Казахстану. Входить до складу Киримбетського сільського округу, раніше було центром ліквідованої Сокологоровської сільської ради.
Населення — 287 осіб (2021; 465 у 2009, 667 у 1999, 926 у 1989).
Національний склад станом на 1989 рік:
- німці — 36 %
- росіяни — 37 %.